# Callisphecia
Callisphecia là một chi bướm đêm thuộc họ Sesiidae.

## Các loài
- Callisphecia bicincta  Le Cerf, 1916
- Callisphecia oberthueri  Le Cerf, 1916